# Robert Hoeniger
Robert Hoeniger (* 27. Juni 1855 in Ratibor, Oberschlesien; † 23. Oktober 1929 in Berlin) war ein deutscher Historiker, Sachbuchautor und Publizist.

## Jugend und Ausbildung
Robert Hoeniger studierte Philosophie bei der Georg-August-Universität Göttingen und schrieb im Jahr  1881 die Dissertation Gang und Verbreitung des Schwarzen Todes in Deutschland von 1348 bis 1351 und sein Zusammenhang mit den Judenverfolgungen und Geisselfahrten dieser Jahre. Im Jahr 1888 promovierte er zum Doktor der Philosophie und lehrte bei der Preußischen Kriegsakademie und der Handelshochschule Berlin. Ab 1894 war er Titularprofessor, dann 1920 ordentlicher Honorarprofessor der Philosophischen Fakultät bei der Universität Berlin.
Hoeniger schrieb über 35 Sachbücher und 40 Publikationen; vornehmlich über die Wirtschafts- und Sozialgeschichte in Europa. Er studierte und wertete die Schreinsbücher der Hohen Straße im Kölner Judenviertel, in den St. Kolumba- und St. Laurenz-Pfarren und die Schriftrollen in Andernach aus.
Robert Hoeniger starb am 23. Oktober 1929 im Alter von 74 Jahren in Berlin an den Folgen eines schweren Unfalls. Er war bis zuletzt wissenschaftlich tätig gewesen. Die Beisetzung erfolgte am 28. Oktober 1929 auf dem Friedhof Heerstraße im heutigen Ortsteil Berlin-Westend. Das Grab ist nicht erhalten.

## Schriften (Auswahl)
- Gang und Verbreitung des Schwarzen Todes in Deutschland von 1348 bis 1351 und sein Zusammenhang mit den Judenverfolgungen und Geisselfahrten dieser Jahre. Grosser, Berlin 1881 (Digitalisat)
- Der Schwarze Tod in Deutschland. Ein Beitrag zur Geschichte des vierzehnten Jahrhunderts. Grosser, Berlin 1882 (Digitalisat); Neudruck Walluf 1973.
- Der Rotulus der Stadt Andernach 1173–1256. M. DuMont Schauberg, Köln 1884.
- Kölner Schreinsurkunden des zwölften Jahrhunderts: Quellen zur Rechts- und Wirtschaftsgeschichte der Stadt Köln. 3 Bände. E. Weber, Bonn 1884–1894.
- Urkunden und Akten aus dem Amtleute-Archiv des Kolumba-Kirchspiels zu Köln. Köln 1887.
- Professor Georg von Belows „Detailpolemik“: ein Nachwort zu dessen Arbeiten über städtische Verfassungsgeschichte. Walther, Berlin 1892.
- Die Kontinentalsperre und ihre Einwirkungen auf Deutschland. L. Simion, Berlin 1905.
- Die Kontinentalsperre in ihrer geschichtlichen Bedeutung. Meereskunde. Sammlung volkstümlicher Vorträge zum Verständnis der nationalen Bedeutung von Meer und Seewesen. 1, 5, Mittler, Berlin 1907 (Digitalisat)
- Der Dreißigjährige Krieg und die deutsche Kultur. Stilke, Berlin 1909.
- Das Deutschtum im Ausland. B. G. Teubner, Leipzig 1913.
- Das Deutschtum im Ausland vor dem Weltkrieg. Aus Natur und Geisteswelt. 2. Aufl., B. G. Teubner Verlag, Berlin 1918.
- Rußlands Vorbereitung zum Weltkrieg: auf Grund unveröffentlichten russischer Urkunden. E. S. Mittler, Berlin 1919.

## Mitwirkung
- mit Moritz Stern: Der Judenschreinbuch der Laurenzpfarre zu Köln. Simion, Berlin 1888.
- mit Adolf Neubauer, Moritz Stern, Siegmund Salfeld: Quellen zur Geschichte der Juden in Deutschland. Simion, Berlin 1898.

## Publikationen (Auswahl)
- Der Ursprung der Kölner Stadtverfassung. Trier 1883.
- Die älteste Urkunde der Kölner Richerzeche. Mevissen-Zeitschrift, Köln 1895.
- Bismarck und die Zukunft der deutschen Nation. Festrede auf dem Berliner Bismarck-Kommers am 1. April 1905. Verlag der Deutschen Stimmen, Berlin 1905.
- Die Kontinentalsperre in ihrer geschichtlichen Bedeutung. Zwei Vorträge gehalten im Institut für Meereskunde im November 1906. E. S. Mittler & Sohn, Berlin 1907.
- Die politische Lage Europas vor Beginn der Befreiungskriege. Vortrag, gehalten in der Militärischen Gesellschaft zu Berlin am 23. Oktober 1912. E. S. Mittler, Berlin 1912.
- Bismark und das deutsche Nationalgefühl. Aussprache auf dem Bismarck-Kommers in Posen am 30. März 1912. Stille, Berlin 1912.
- Die Kriegsakademie in den Befreiungskriegen. Aussprache zur Hundertjahrfeier der Königlichen Kriegsakademie am 10. März 1913. Eisenschmidt, Berlin 1913.